# Quicabo
Quicabo é uma comuna angolana. Pertence ao município do Dande, na província do Bengo.